# 안드로이드 롤리팝
안드로이드 롤리팝(Android Lollipop)은 구글이 개발한 안드로이드 (운영 체제) 계열의 스마트폰 운영 체제이다. 구글 I/O 컨퍼런스에서 2014년 6월 25일 발표되었다. 2014년 11월 12일 공식 OTA 업데이트가 이루어졌다. 안드로이드 롤리팝은 머티리얼 디자인이라고 불리는 디자인으로 사용자 인터페이스를 새롭게 바꾸었으며, 향상된 알림 기능, 잠금화면에서 상단에 있는 스크린 배너를 통해 애플리케이션에 액세스할 수 있게 되었다. 또한 구글은 플랫폼을 변경하였고, 애플리케이션 퍼포먼스, 배터리 사용량에도 변화를 줬다. 2015년 6월에는 12.4%의 안드로이드 사용자들이 안드로이드 롤리팝에서 구글 플레이에 접속하였다는 통계 결과가 나왔다. 안드로이드 롤리팝은 2015년 10월에 후속 버전 안드로이드 마시멜로로 이어졌다.

## 개발
안드로이드 롤리팝은 코드네임 "안드로이드 L"이라는 이름으로 2014년 6월 25일에 구글 I/O 키노트 컨퍼런스에서 처음 언급되었다. 최초의 64bit 안드로이드이며 안드로이드 롤리팝은 안드로이드 스마트폰 뿐만 아니라 각종 기기도 목표로 두었는데, 안드로이드 TV, 안드로이드 오토, 착용 컴퓨터 플랫폼인 안드로이드 웨어, 건강 플랫폼인 구글 핏 등이 포함되었다.

## 기능 및 버전 역사
| 버전  | 발표일           | API레벨 | 리눅스 커널 | 특징 |
| ----- | ---------------- | ------- | ----------- | --- |
| 5.0   | 2014년 10월 16일 | 21      | 3.4         | - 달빅 캐시(Dalvik cache)를 ART(Android RunTime)으로 완전히 변경 - UI 변경 - 64비트 CPU정식으로 지원 - OpenGL ES 3.1 지원 - 클라우드 프린팅 강화 - 머티리얼 디자인 (Material design) 프로젝트 적용 - 디자인 강화 - 볼타 (Project Volta) 프로젝트 적용 - 배터리 향상 |
| 5.0.1 | 2014년 12월 2일  | 21      | 3.4         | - 와이파이 불안정, 배터리 소모 버그 수정 |
| 5.0.2 | 2014년 12월 19일 | 21      | 3.4         | - 넥서스7 버그 수정 |
| 5.1.0 | 2015년 3월 9일   | 22      | 3.4         | - UI,아이콘 변경 - 알림제어창 - 버그수정 - 멀티 심카드 - HD보이스 - 디바이스 프로텍션 |
| 5.1.1 | 2015년 4월 21일  | 22      | 3.4         | - RAM 누수 버그 수정 |

## 같이 보기
- 안드로이드 버전 역사